# Franklin County (Washington)
Franklin County ist ein County im Bundesstaat Washington der Vereinigten Staaten. Das U.S. Census Bureau hat bei der Volkszählung 2020 eine Einwohnerzahl von 96.749 ermittelt. Der Sitz der Countyverwaltung (County Seat) befindet sich in Pasco.

## Geographie
Das County hat eine Fläche von 3277 Quadratkilometern; davon sind 59 Quadratkilometer (1,81 Prozent) Wasserfläche.

## Geschichte
Das Franklin County wurde am 28. November 1883 aus Teilen des Whitman County gebildet. Benannt wurde es nach Benjamin Franklin, einem Verleger, Staatsmann, Schriftsteller, Naturwissenschaftler, Erfinder, Naturphilosophen und Freimaurer. Er gilt zudem als einer der Gründerväter der Vereinigten Staaten.

## Demografische Daten

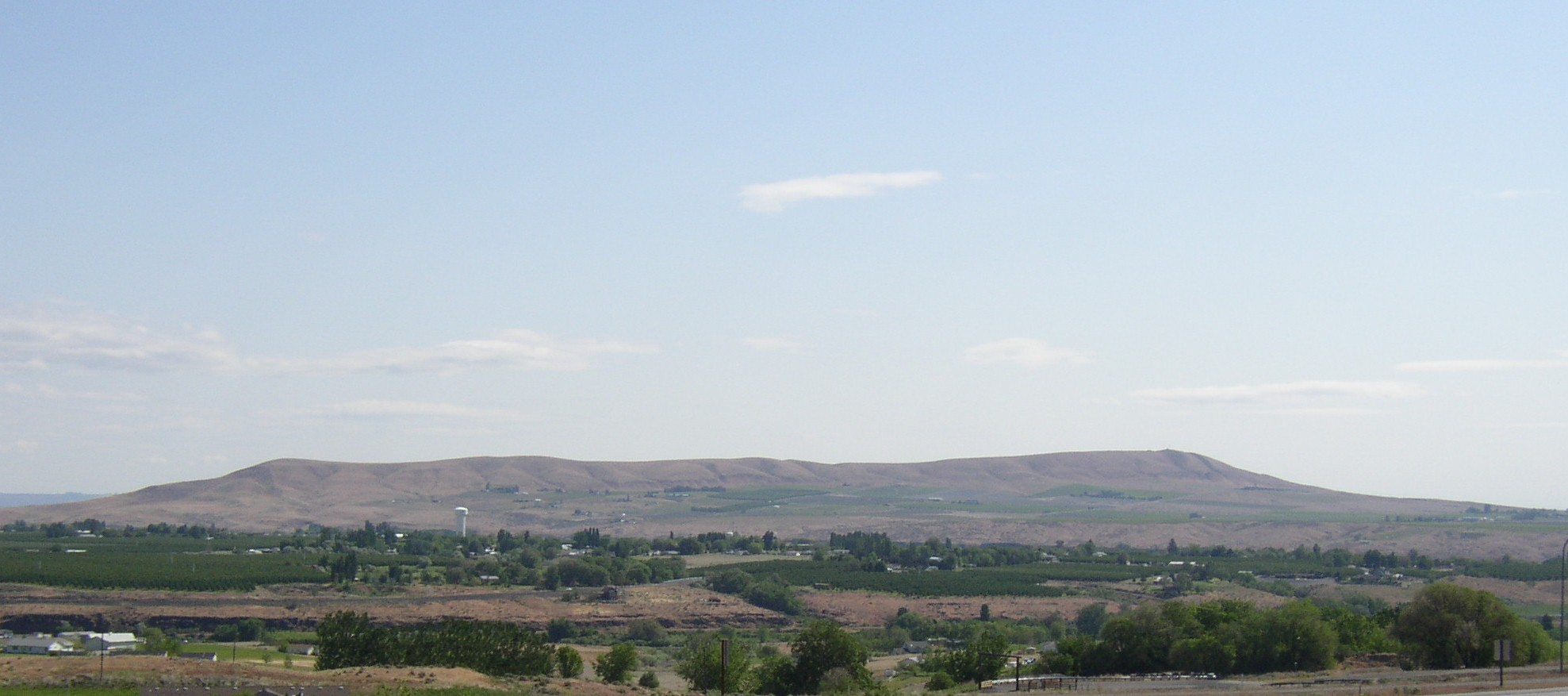
Der Red Mountain vom Westen gesehen

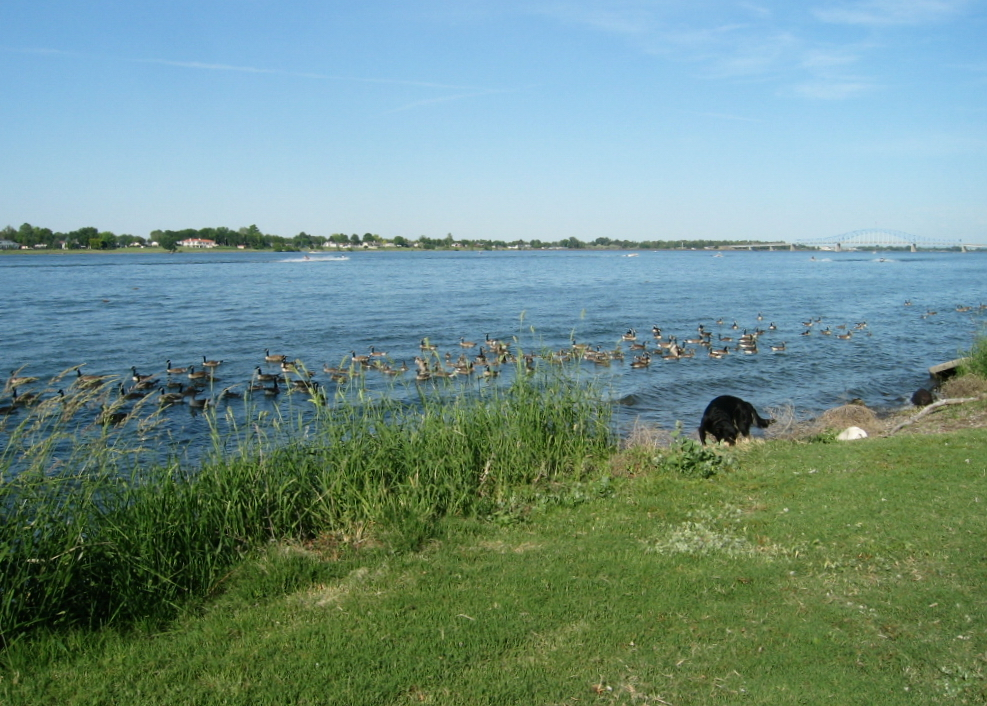
Der Columbia Park nahe Kennewick

Nach der Volkszählung im Jahr 2000 lebten im County 49.347 Menschen. Es gab 1.484 Haushalte und 11.604 Familien. Die Bevölkerungsdichte betrug 15 Einwohner pro Quadratkilometer. Ethnisch betrachtet setzte sich die Bevölkerung zusammen aus 61,91 % Weißen, 2,49 % Afroamerikanern, 0,73 % amerikanischen Ureinwohnern, 1,62 % Asiaten, 0,12 % Bewohnern aus dem pazifischen Inselraum und 28,98 % aus anderen ethnischen Gruppen; 4,14 % stammten von zwei oder mehr ethnischen Gruppen ab. 46,67 % der Bevölkerung waren spanischer oder lateinamerikanischer Abstammung.
Von den 14.840 Haushalten hatten 45,00 % Kinder und Jugendliche unter 18 Jahre, die bei ihnen lebten. 60,80 % waren verheiratete, zusammenlebende Paare, 11,40 % waren allein erziehende Mütter. 21,80 % waren keine Familien. 17,80 % waren Singlehaushalte und in 7,30 % lebten Menschen im Alter von 65 Jahren oder darüber. Die Durchschnittshaushaltsgröße betrug 3,26 und die durchschnittliche Familiengröße lag bei 3,67 Personen.
Auf das gesamte County bezogen setzte sich die Bevölkerung zusammen aus 34,60 % Einwohnern unter 18 Jahren, 10,90 % zwischen 18 und 24 Jahren, 28,10 % zwischen 25 und 44 Jahren, 17,90 % zwischen 45 und 64 Jahren und 8,50 % waren 65 Jahre alt oder darüber. Das Durchschnittsalter betrug 28 Jahre. Auf 100 weibliche Personen kamen 109,10 männliche Personen, auf 100 Frauen im Alter ab 18 Jahren kamen statistisch 108,60 Männer.
Das jährliche Durchschnittseinkommen eines Haushalts betrug 38.991 USD, das Durchschnittseinkommen der Familien betrug 41.967 USD. Männer hatten ein Durchschnittseinkommen von 32.209 USD, Frauen 24.533 USD. Das Prokopfeinkommen betrug 15.459 USD. 19,20 % der Bevölkerung und 15,50 % der Familien lebten unterhalb der Armutsgrenze. 26,00 % davon waren unter 18 Jahre und 7,70 % waren 65 Jahre oder älter.

## Orte
- Ainsworth Junction
- Basin City
- Cactus
- Connell
- Curry
- Davin
- Edwards
- Eltopia
- Estes
- Farrington
- Five Corners
- Glade
- Harder
- Joso
- Kahlotus
- Levey
- Martindale
- McAdam
- Mesa
- Myers
- Pasco
- Pasco West
- Perry
- Redd
- Sagemoor
- Schlomer
- Sperry
- Sulphur
- Wacota
- West Pasco
- Windust